# Frottana
Frottana ist ein historisch bedeutendes Unternehmen der Textilindustrie in Großschönau.

## Geschichte

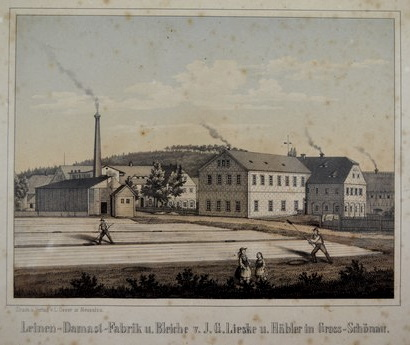
Lieske & Häbler

Die Geschichte der industriellen Textilherstellung in Großschönau reicht bis in das 18. Jahrhundert zurück, die Produktion von Frottierstoffen erfolgte ab 1856.

### Die Vorgängerunternehmen der Frottana

#### Lieske & Häbler
1788 begann Johann Gottfried Lieske hochwertige Damaste für den russischen, englischen und sächsischen Hof zu fertigen. Er nahm 1827 Carl Gotthelf Häbler in die Firma auf. Als eines der ersten im Ort webte das Unternehmen 1856 Frottierstoffe. 1862 erfolgte die Umfirmierung in Lieske & Häbler. 1910 wurden die Gebäude der Firma Härtig sen., Niedere Mühlwiese 12, hinzugekauft (2000 abgerissen). 1932 erfolgte die Übernahme durch die Familie Pötschke, die ab 1937 die Produktion auf militärische Zwecke umstellen musste. 1946 wurde der Betrieb verstaatlicht.

#### Christian David Waentig & Söhne

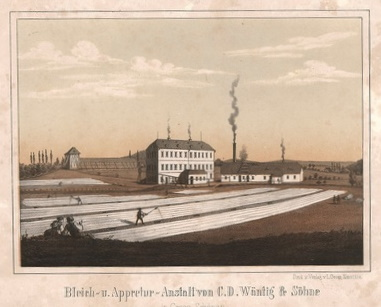
Waentig & Söhne

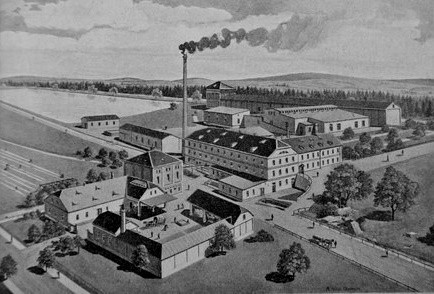
Ehem. Bleicherei, später Julius Lange Leinenindustrie AG

1796 übernahm Christian David Waentig (1757–1844) von seinem Schwiegervater die sogenannte Großschönauer Damastmanufaktur. 1807 gründet er daraus seine eigene Firma „Christian David Waentig und Söhne“ für die Herstellung und den Handel von Damasten und ließ für sich im gleichen Jahr ein repräsentatives Wohn- und Geschäftshaus errichten, das heutige Deutsches Damast- und Frottiermuseum in der Schenaustraße 3. Nachdem die Einführung der Jacquardwebstühle in Großschönau 1834 den Bedarf an Bleichkapazität erheblich vergrößert hatte, folgte 1836 folgte der Bau einer Bleicherei in der Waltersdorfer Straße 2. 1844 übernahm sein Sohn Karl Gottlob Waentig die Unternehmen. Der Standort an der Waltersdorfer Straße wurde 1919 von der Julius-Lange-Leinenindustrie AG weitergeführt. 1945 wurde die AG enteignet, ab 1953 unter der Firma Damino (Damast- und Inletweberei Oberoderwitz) neu strukturiert und größeren Betriebseinheiten zugeordnet.

#### Christian Gottlieb Hänsch
1832 gründete der Damastwebermeister Christian Gottlieb Hänsch eine Damastweberei. Nach seinem frühen Tod führte seine Witwe, später der Sohn Carl Gottlieb Hänsch die Firma weiter. Er hatte an der Kunstgewerbeschule Dresden die Ausbildung des Musterzeichners erhalten und war später auch selbst als Zeichenlehrer in der Großschönauer Webschule tätig. Das Unternehmen stellte neben weißen und farbigen Damasten auch buntgestreifte Möbeldamaste und halbleinene Jacquard-Fransen-Servietten her und exportierte in größerem Umfang. 1880 erhielt die Fa. Hänsch auf einer Textilausstellung in Melbourne eine Silbermedaille. Die dritte Generation trat 1880 mit Karl Gottlieb Hänsch und 1882 mit Ernst Hänsch in das Geschäft ein. Neben dem Export von leinenen und buntkarierten Jacquardhandtüchern traten nun auch Frottierwaren in den Vordergrund. 1884 wurden die ersten mechanischen Jacquardwebstühle und zwei Jahre später die ersten mechanischen Frottierwebstühle in Betrieb genommen. Die Fabrikgebäude wurden mehrfach vergrößert. 1912 wurde ein von der Firma entwickeltes Erzeugnis, ein Gewebe mit einem der Flachstickerei ähnlichen Muster, patentiert. Im Ersten Weltkrieg musste die Produktion auf Zeltbahnen, Drillichstoffe, Pulverbeutel und Flugzeugleinen umgestellt werden. Materialmangel zwang dazu, Stoffe aus Papier herzustellen. 1919 übernahmen Karl Martin Hänsch und Karl Walter Hänsch die Leitung der Firma in 4. Generation. Der Betrieb wurde um eine eigene Zwirnerei erweitert. Anfang der 30er Jahre gab es neue Produkte. Windeleinlagen und Wickeltücher erhielten den geschützten Warennamen Iduna, die Frottiererzeugnisse erhielten das Schutzzeichen Gittergold. 1936 gestaltete man den Produktionsablauf nach den damals modernsten Erkenntnissen um. Zu dieser Zeit umfasste die Palette leinene und halbleinene Tischzeuge, Möbelbezugsstoffe und vor allem Frottierwaren. Der Zweite Weltkrieg führte 1942 zur Einstellung der Produktion, weil die Räumlichkeiten der Rüstungsproduktion zur Verfügung gestellt werden mussten. Nach dem Ende des Krieges begann die Wiederaufnahme der Produktion mit vier früheren Mitarbeitern, die die Maschinen in Gang brachten, und mit einigen Näherinnen, die aus Möbelbezugsstoff-Musterplatten Einkaufstaschen herstellten. Wegen Garnmangels musste mit Zellwolle gearbeitet werden. Später wurden Stoffe für Oberhemden und Arbeitskleidung gewebt und alle Arten von Frottiererzeugnissen. Der überwiegende Teil der Produktion ging als Reparationsleistungen in die Sowjetunion. Ende 1945 waren bereits wieder 60 Personen beschäftigt. Wegen der in ihren Räumen erfolgten Arbeit für die Rüstungsproduktion wurden im Jahre 1946 3/5 des Grundbesitzes und der Gebäude der Firma C. G. Hänsch enteignet. Trotzdem bemühte sich die Firma, den Produktionsablauf auf engstem Raum neu zu organisieren. In kurzer Zeit konnte auf fast 100 Jacquardwebstühlen Frottier gewebt werden. 1949 stellten 174 Arbeitskräfte 400 000 m² her. Nach Abschluss einer textiltechnischen Ausbildung trat Christian Hänsch (* 1930) in die Firma. ein. Die staatlichen Organe der DDR forderten trotz fehlender Voraussetzungen immer höhere Produktionsergebnisse. In den 50er Jahren musste Schichtarbeit eingeführt werden. 1958 wurde die Fa. Hänsch in einen Betrieb mit staatlicher Beteiligung umgewandelt. 1959 waren 260 Arbeiter beschäftigt, die 680 000 m² Frottierware herstellten. Westdeutsche Partner waren die wichtigsten Abnehmer geworden, ebenso die skandinavischen Länder, der Nahe Osten, Afrika, Nord- und Südamerika. 1960 brachte C. G. Hänsch Damenmäntel aus bestickten Frottierstoffen auf den Markt. 1962 war der größte Produktionsumfang mit 740.000 m². Mehr war mit 300 Arbeitskräften und 92 Webstühlen aus den 20er Jahren nicht möglich. Ende der 60er Jahre wurden die Frottierbetriebe der südöstlichen Oberlausitz zu einer Arbeitsgemeinschaft zusammengeschlossen, um ihr Warensortiment zu spezialisieren. Die neuen Aufgaben waren mit den herkömmlichen Webstühlen nicht mehr zu bewältigen und für Webautomaten waren die Räumlichkeiten nicht gegeben, so dass die Weberei eingestellt und die bereits vorhandene Zwirnerei erweitert wurde. 1972 wurde Christian Hänsch als Komplementär genötigt, seinen Betrieb in sogenanntes Volkseigentum zu überführen, die VEB Webzwirn.

#### Richter & Goldberg

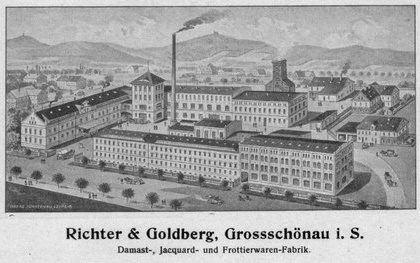
Richter & Goldberg

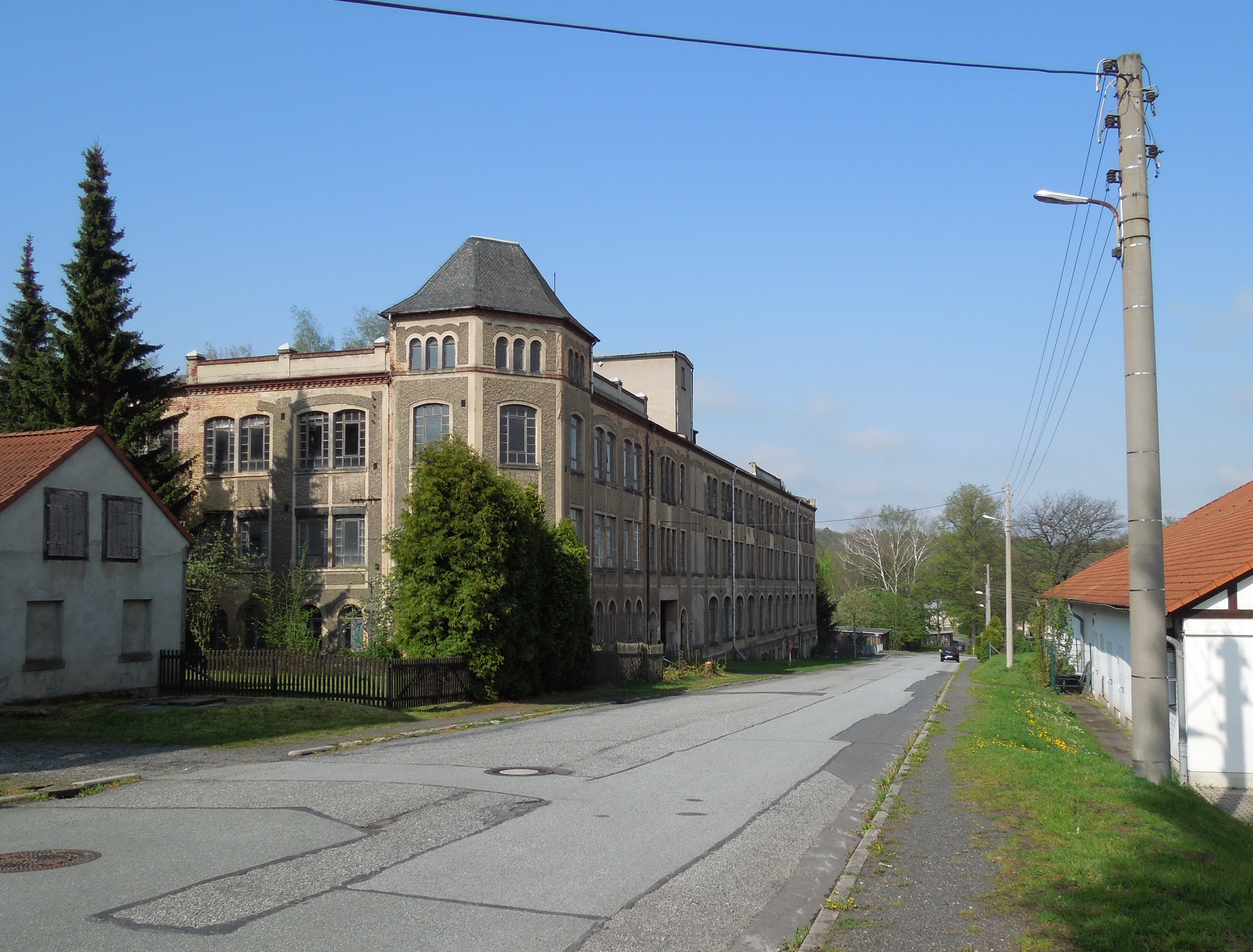
Fabian & Krause, ehem. Produktionsgebäude (2019)

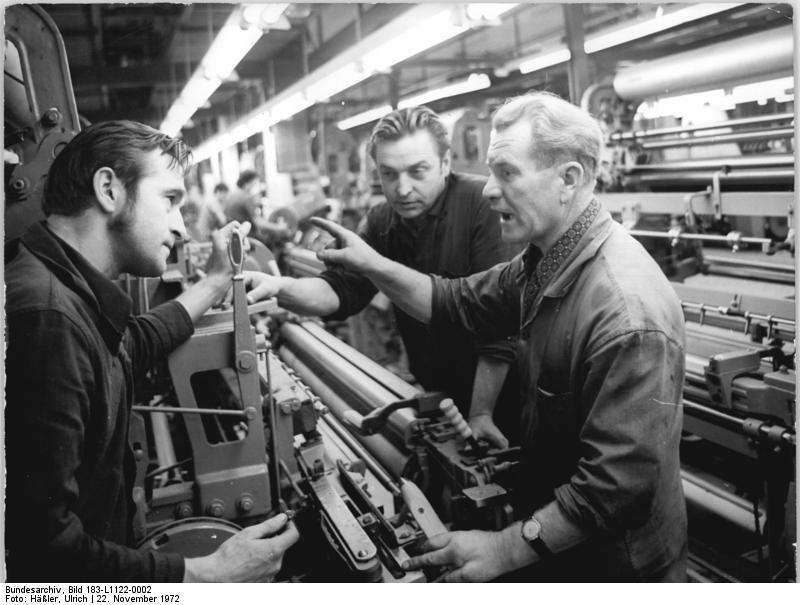
Montage sowjetischer Webautomaten im VEB Frottana (1972)

Ab 1864 gehört zum Dresdener Damasthandelshaus Proelß eine Manufaktur in Großschönau. Sie wurde nach dem Tod des Inhabers von Theodor Richter und Richard Goldberg erworben und unter der Firma Richter & Goldberg weitergeführt. 1884 erfolgte der erste Fabrikbau in der Spitzkunnersdorfer Straße 17, 1885 die Einrichtung einer eigenen Betriebskrankenkasse und 1889 neben der Damastweberei die Inbetriebnahme erster Frottier-Webstühle. 1904–1907 wurde eine vierstöckige Fabrik errichtet. 1913 hatte das Unternehmen 360 mechanische Webstühle und beschäftigte 650 Arbeiter. 1943 erfolgte eine Umstellung auf Rüstungsproduktion für die Firma Robot. 1945 wurde die Weberei wieder aufgenommen. 1959 erfolgte zunächst eine staatliche Beteiligung und 1972 die volle Verstaatlichung.

#### Ernst Julius Eichler
1883 gründet Ernst Julius Eichler eine Mechanische Weberei als Spezialfabrik Baumwollener und leinene Frottierwaren. Er erwarb hierzu 1897 ein 1893 für Carl Adolf Kunze errichtetes Gebäudes, das bis 1906 als Fabrik ausgebaut wurde. 1925 arbeiten hier 100 Webstühle. 1972 wurde das Unternehmen verstaatlicht und firmierte danach zunächst als VEB Frottiermode.

#### Fabian & Krause
1904 gründeten Richard Fabian und sein Schwager Wilhelm Krause in Großschönau eine eigene Frottierweberei. Direkt nach der Unternehmensgründung begann der Bau eines modernen Fabrikkomplexes nahe dem örtlichen Bahnhof, der 1907 eingeweiht wurde. Verarbeitet wurden vorwiegend Leinen, Baumwolle und Halbleinen. Das Unternehmen unterhielt zudem eine breite Musterabteilung mit Musterwebern und -schneidern, um die eigenen Produkte zu Marken auszubauen. Nach dem Zweiten Weltkrieg konnte sich das Unternehmen noch einige Zeit in privater Hand halten, ehe es 1958 in eine Halbverstaatlichung überführt wurde. Es folgte 1961 die komplette Verstaatlichung und damit die Enteignung der Familien Fabian und Krause. Der Betrieb wurde zunächst an den „VEB Lautex Neugersdorf“ angegliedert. Das 1992 stillgelegte Produktionsgebäude in der Prof.-Krumbholz-Straße 12 ist erhalten und steht unter Denkmalschutz.

### Die VEB Frottana
Nach den 1945 und 1946 erfolgten Enteignungen durch die Sowjetische Militäradministration in Deutschland und Übergabe der Betriebe an die 1949 neugegründete DDR erfolgte eine Umstrukturierung, bei der die alten Betriebe schrittweise zu einem Großbetrieb mit dem neuen Namen VEB Frottana zusammengefasst wurden. An der Waltersdorfer Straße 54 entstand 1970 eine neue Produktionshalle und ein Verwaltungsgebäude als Firmensitz. 1972 wurde die Firma Ernst Julius Eichler als VEB Frottiermode in die VEB Frottana integriert, 1975 folgten die bereits verstaatlichten Unternehmen Lieske & Häbler, Richter & Goldberg, Fabian & Krause und die VEB Webzwirn (ehem. C. G. Hänsch). 1988 kam schließlich noch die Firma Damino (VEB Damast- und Inletweberei Oberoderwitz, ehemals Christian David Waentig & Söhne) dazu. Es wurden neue Webtechnologien namens Malipol und Liropol zur Deckung des Inlandsbedarfs eingeführt. Hochwertige Frottiertücher und Bademäntel gingen in den Export. Zur Überbrückung des Facharbeitermangels wurden Vertragsarbeiter aus Mosambik und Vietnam beschäftigt. Ihre Unterbringung erfolgte auf dem Betriebsgelände, unter anderem in dem ehemaligen Fabrikgebäude der Fa. E. J. Eichler in der Prof.-Krumbholz-Straße 1 a. Zudem wurde in der Tschechoslowakei und in Polen in Lohnarbeit hergestellt. 1988 betrug die Jahresproduktion 25,6 Millionen Quadratmeter Frottierstoff. Damit gehörte die VEB Frottana zu den größten Frottierherstellern in Europa. Der VEB Frottana war Teil des VEB Kombinat Baumwolle.

### Weiterführung der Betriebe nach der Wende 1990
Nach der Wende kam Frottana an die Treuhandanstalt, die das Unternehmen zunächst umstrukturierte. 1992 erwarb die Vossen-Gruppe Gütersloh den Bereich Frottier mit dem Markennamen „Frottana“. Im gleichen Jahr erwarb Vossen zudem das Markenzeichen „Möve“ aus der Insolvenzmasse des 1911 in Reutlingen gegründeten Frottierwarenproduzenten Möve Frottierwaren GmbH. Mit Fördermitteln erfolgten am Standort Großschönau umfangreiche Investitionen. 1997 musste Vossen seine Standorte in Deutschland schließen. Frottana wurde als eigenständiges Unternehmen Frottana Textil GmbH & Co. KG ausgegliedert und produziert noch heute am Standort in Großschönau. Eine Tochtergesellschaft Frottana Bohemia s.r.o. betreibt ein Werk im benachbarten Varnsdorf (Tschechien). Die Frottierwaren werden unter den Firmennamen Frottana und Möve im Onlinehandel, im Werksverkauf und in zahlreichen Geschäften und Kaufhäusern in über vierzig Ländern der Erde vertrieben.
Der Bereich Damast und Haushaltswäsche der Frottana wurde 1994 als Damino GmbH privatisiert und gehört heute zur Daun-Gruppe.